# 魏昊
魏昊，江西广昌人，是一名清朝政治人物。举人出身。
魏昊曾于1710年接替关梁朝任华亭县知县一职，1712年由方苞接任。